# Gašpina mlinica
Gašpina mlinica nalazi u gradu Solinu.

## Opis
Kompleks Gašpine mlinice smjestio se uz jedan od rukavaca rijeke Jadro nizvodno od Šuplje crkve. U srednjem vijeku su bili u vlasništvu biskupa i kraljeva. Ova mlinica nastala je početkom 18. stoljeća (oko 1711. god.) te je od tada više puta pregrađivana i popravljana, naročito nakon velike poplave 1885.

## Zaštita
Pod oznakom Z-7244 zavedena je kao nepokretno kulturno dobro - pojedinačno, pravna statusa zaštićena kulturnog dobra, klasificirano kao "javne građevine".